# Amy Smart
Amy Lysle Smart (Topanga Canyon, 26 de marzo de 1976) es una actriz y modelo estadounidense.

## Primeros años
Sus padres son John Smart, vendedor de profesión, y Judy Smart, empleada del Museo J. Paul Getty. 
Desde pequeña le gustaba practicar deportes, entre ellos el baloncesto. A partir de los trece años trabajó como modelo, pero decidió dedicarse a la actuación.

## Carrera
En 1994 consiguió el papel en una película de MTV sobre una chica que buscaba lograr una carrera como modelo, y debutó en la pantalla grande en el filme Campfire Tales, al que le siguió un pequeño papel en Starship Troopers (1997), donde interpretaba a la copiloto Cadete Lumbreiser, de la nave comandada por Carmen Ibanez, papel interpretado por su amiga Denise Richards. Ese mismo año trabajó con Keanu Reeves en el film presentado en el Festival de Cine de Sundance La última vez que me suicidé (1997). 
Obtuvo un papel en la serie de televisión The '70s, donde interpretaba a Christie Shales, una joven proveniente de Ohio. En 1999, interpretó a la novia de un popular jugador de fútbol en la película Varsity Blues, donde también actuaba Jon Voight. También participó de la serie Felicity, interpretando a Ruby, una amiga de Felicity.
En 2001 saltó a la gran pantalla, formando parte del reparto coral de Rat Race, dirigida por Jerry Zucker. Continuó actuando en films dirigidos principalmente al público adolescente, muchos de ellos con bastante éxito, como Interstate 60: Episodios de carretera (2002), dirigida por Bob Gale y en la que también participaron Gary Oldman, Michael J. Fox y James Marsden; The Battle of Shaker Heights (2003), protagonizada por Shia LaBeouf; y Blind Horizon (2003), con Val Kilmer y Neve Campbell. 
En 2004 se estrenó la cinta dramática de ciencia ficción El efecto mariposa, donde actuó con Ashton Kutcher, e interpretó a la protagonista femenina, un papel que según ella significó su «mayor desafío» como actriz hasta ese momento. Ese mismo año fue parte del elenco del remake de la exitosa serie de los 1970 Starsky & Hutch (2004), en la que compartió roles con Carmen Electra, Owen Wilson y Ben Stiller. Al año siguiente, coprotagonizó con Ryan Reynolds la comedia romántica Just Friends, la cual obtuvo un gran éxito de taquilla. También tuvo un pequeño rol en la serie Scrubs, en el papel de Jamie Moyer, la esposa de un paciente en coma. 
En 2006, se estrenó Crank, cinta en la que interpreta a Eve, la novia del protagonista, interpretado por Jason Statham. En ese mismo año también apareció en la película Peaceful Warrior, donde actuó con Scott Mechlowicz y Nick Nolte.
Más adelante trabajó en el drama romántico Love N' Dancing (2008), coprotagonizado por Tom Malloy y Billy Zane; Mirrors (2008), en la que interpretó a Angela Carson, hermana en la ficción de Kiefer Sutherland; Crank 2: High Voltage (2009), segunda parte de Crank (2006); además del film para televisión The Meant to Be's (2008). En 2011, se unió a la serie de comedia y drama Shameless, como personaje recurrente, en el rol de Jasmine Hollander. Continuó participando como estrella invitada en la segunda temporada, que comenzó a transmitirse a principios de 2012.

## Vida personal
En su vida personal, mantuvo una relación con el actor Branden Williams durante más de trece años y también salió con Tom Malloy. Tras salir con el presentador de televisión y modelo Carter Oosterhouse durante una temporada, la pareja se comprometió el 21 de abril de 2011 y se casaron el 10 de septiembre de 2011 en Traverse City, Míchigan. Tienen una hija.

## Filmografía

### Cine y televisión
| Año       | Título                            | Papel                          | Notas                                                                            |
| --------- | --------------------------------- | ------------------------------ | -------------------------------------------------------------------------------- |
| 1996      | A & P                             | Queenie                        | Cortometraje                                                                     |
| 1997      | Campfire Tales                    | Jenny                          | Segmento: "The Hook"                                                             |
| 1997      | The Last Time I Committed Suicide | Jeananne                       |                                                                                  |
| 1997      | Starship Troopers                 | Piloto Cadete Stack Lumbreiser |                                                                                  |
| 1997      | High Voltage                      | Molly                          |                                                                                  |
| 1998      | How to Make the Cruelest Month    | Dot Bryant                     |                                                                                  |
| 1998      | Circles                           | Allison                        |                                                                                  |
| 1998      | Starstruck                        | Tracey Beck                    |                                                                                  |
| 1998      | Strangeland                       | Angela Stravelli               |                                                                                  |
| 1999      | Varsity Blues                     | Julie Harbor                   |                                                                                  |
| 1999      | Outside Providence                | Jane Weston                    |                                                                                  |
| 2000      | Road Trip                         | Beth Wagner                    | Nominada - Teen Choice Award por Película - Choice Chemistry (con Breckin Meyer) |
| 2001      | Scotland, PA                      | Stacy                          |                                                                                  |
| 2001      | Rat Race                          | Tracy Faucet                   |                                                                                  |
| 2002      | Interstate 60                     | Lynn Linden                    | Nominada - DVDX Award a Mejor actor de soporte en una película estreno en DVD    |
| 2003      | National Lampoon's Barely Legal   | Naomi                          |                                                                                  |
| 2003      | The Battle of Shaker Heights      | Tabitha "Tabby" Bowland        |                                                                                  |
| 2003      | Blind Horizon                     | Liz Culpepper                  |                                                                                  |
| 2004      | El efecto mariposa                | Kayleigh Miller                |                                                                                  |
| 2004      | Win a Date with Tad Hamilton!     | Nurse Betty                    |                                                                                  |
| 2004      | Willowbee                         | Burglar                        | Cortometraje                                                                     |
| 2004      | Starsky & Hutch                   | Holly Monk                     | MTV Movie Award al Mejor beso                                                    |
| 2005      | A Love Story                      | Chica                          | Cortometraje                                                                     |
| 2005      | Bigger Than the Sky               | Grace Hargrove / Roxanne       |                                                                                  |
| 2005      | The Best Man                      | Sarah Marie Barker             |                                                                                  |
| 2005      | Sólo amigos                       | Jamie Palamino                 |                                                                                  |
| 2006      | Peaceful Warrior                  | Joy                            |                                                                                  |
| 2006      | Crank                             | Eve Lydon                      |                                                                                  |
| 2008      | Life in Flight                    | Catherine                      |                                                                                  |
| 2008      | Mirrors                           | Angela Carson                  |                                                                                  |
| 2008      | Seventh Moon                      | Melissa                        |                                                                                  |
| 2009      | Love N' Dancing                   | Jessica Donovan                | Nominada - Teen Choice Award a Selección de actriz de película: Música/Baile     |
| 2009      | Crank: High Voltage               | Eve Lydon                      |                                                                                  |
| 2010      | Dead Awake                        | Natalie                        |                                                                                  |
| 2011      | Mr. Stache                        | Mrs. Stache                    | Cortometraje                                                                     |
| 2011      | House of the Rising Sun           | Jenny Porter                   |                                                                                  |
| 2011      | The Reunion                       | Nina Cleary                    |                                                                                  |
| 2011      | 12 Dates of Christmas             | Kate Stanton                   |                                                                                  |
| 2012      | Columbus Circle                   | Lillian Hart                   |                                                                                  |
| 2013      | No Clue                           | Kyra                           |                                                                                  |
| 2014      | The Visitant                      | La madre                       | Cortometraje Nominada - FilmQuest Film Festival a Mejor actriz                   |
| 2014      | Break Point                       | Heather                        |                                                                                  |
| 2014      | Bad Country                       | Lynn Weiland                   |                                                                                  |
| 2014      | The Single Moms Club              | Hillary Massey                 |                                                                                  |
| 2014      | 7500                              | Pia Martin                     |                                                                                  |
| 2014      | Among Ravens                      | Wendy Conifer                  |                                                                                  |
| 2015      | Zoey to the Max                   | Samantha Jenkins               |                                                                                  |
| 2015      | Hangman                           | Melissa                        |                                                                                  |
| 2015      | Matters of the Heart              |                                |                                                                                  |
| 2016      | All the Way to the Ocean          | Madre                          | Cortometraje                                                                     |
| 2016      | Sister Cities                     | Mary Baxter joven              |                                                                                  |
| 2016      | Patient Seven                     | Madre                          | Segmento: "The Visitant"                                                         |
| 2016      | Maron                             | Nina                           | 2 episodios                                                                      |
| 2017      | Apple of My Eye                   | Caroline Andrews               |                                                                                  |
| 2017      | Love at First Glance              | Mary Landers                   | Película para televisión                                                         |
| 2017      | The Keeping Hours                 | Amy                            |                                                                                  |
| 2017      | Law & Order: Special Victims Unit | Karla Wyatt                    | Episodio: "Gone Fishin"                                                          |
| 2018      | Mississippi Requiem               |                                |                                                                                  |
| 2018      | Brawler                           | Linda Wepner                   |                                                                                  |
| 2018      | Avengers of Justice: Farce Wars   | Jean Wonder                    |                                                                                  |
| 2018      | MacGyver                          | Dixie/Dawn                     | Episodios: "Mardi Gras Beads+Chair", "Benjamin Franklin + Grey Duffle"           |
| 2019      | Tyson's Run                       | Eloise                         |                                                                                  |
| 2020      | El juego de las cien velas        |                                |                                                                                  |
| 2020-2022 | Stargirl                          | Bárbara Whitmore               | Elenco principal                                                                 |